# Chapelle des Marins de Séville
Pour les articles homonymes, voir Chapelle des Marins.
La chapelle des Marins (en espagnol Capilla de los Marineros) est une chapelle de Séville, en Andalousie (Espagne). Elle se trouve dans la rue Pureza, dans le quartier de Triana. Elle est le siège de la confrérie de la Esperanza de Triana (créée à l'Église de Santa Ana en 1418). Construite au XVIIIe siècle, elle est de style architectonique sévillan.
À la suite de sa restauration et de son agrandissement, la chapelle fut bénie le 29 avril 2010 par Monseigneur Juan José Asenjo Pelegrina, archevêque de Séville, lors d'une messe solennelle.

## Description
Au-dessus du portique se trouve une niche abritant une statue en terre cuite de l'Immaculée Conception, œuvre de 1962 d'Antonio Illanes Rodríguez.
La chapelle possède une nef unique, dont le plafond est constitué d'alfarje (bois entrelacé peint).

### Retables

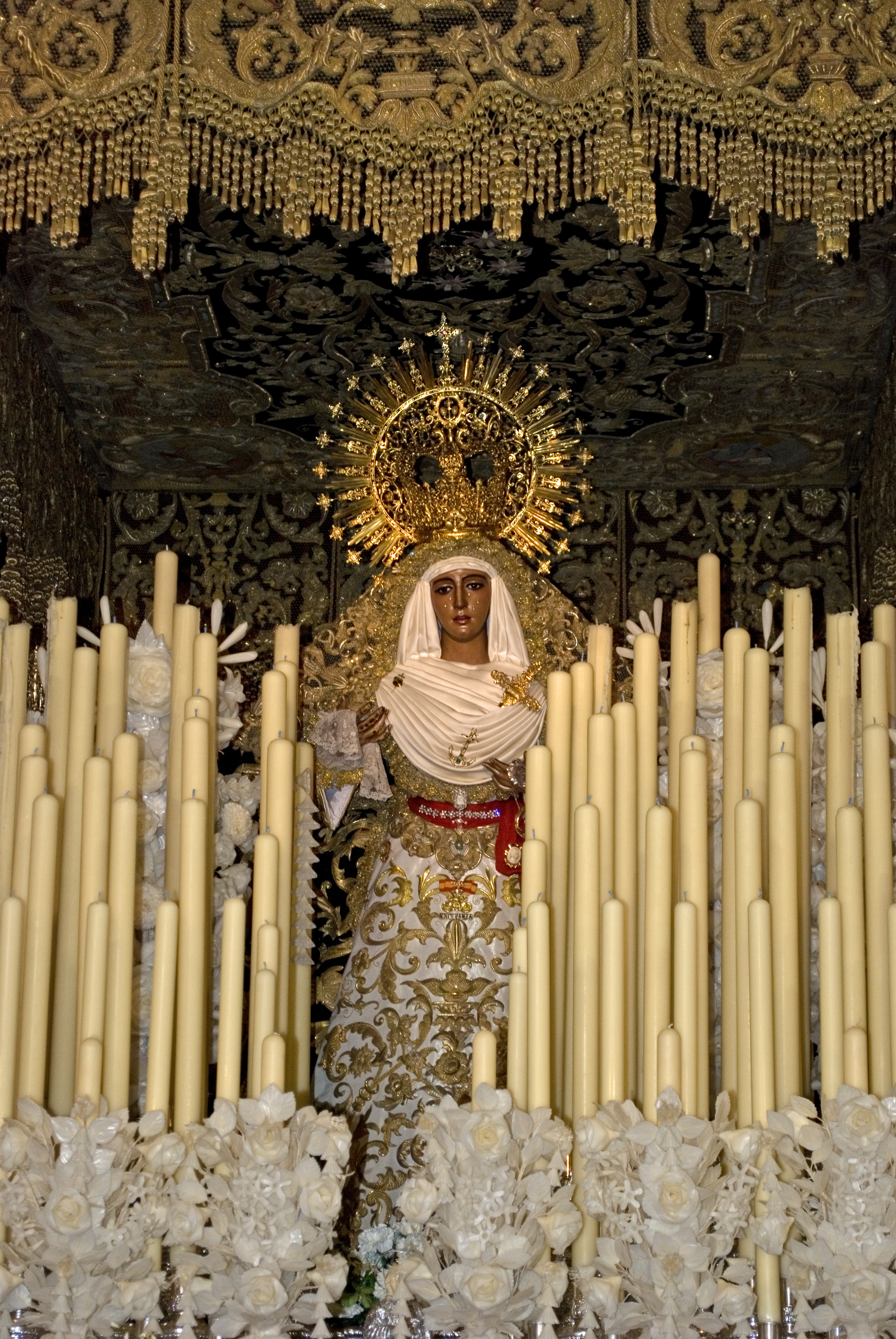
Notre Dame de La Esperanza de Triana Coronada.

Le retable majeur provient d'un couvent d'Osuna. Dans sa partie centrale se trouve une statue habillée de Notre Dame de La Esperanza de Triana Coronada, attribuée à Gabriel de Astorga (1816). L'attique du retable présente un bas-relief représentant Dieu le Père. On y trouve également un Christ Rédempteur.
Le retable du Santísimo Cristo de las Tres Caídas, datant du XVIIIe siècle, est l'œuvre du sculpteur Blas de Santamaría. On y trouve le Santísimo Cristo de las Tres Caídas, une statue habillée attribuée à Marcos Cabrera, du 1er tiers du XVIIe siècle, représentant Jésus lors de l'une des trois chutes qu'il fit en montant au Calvaire, la croix à ses côtés. Dans les loges latérales du retable se trouvent des statues de saint Elme, patron des marins, datant du XVIIIe siècle, et de saint Antoine de Padoue, datant du XIXe siècle.
Le retable de Saint Jean l'Évangéliste est le premier retable du mur de droite. Il a été édifié avec les pièces excédantes du retable du Santísimo Cristo de las Tres Caídas. La statue de Saint Jean est l'œuvre de Luis Álvarez Duarte.
Le retable des Âmes du Purgatoire (retablo de las Ánimas del Purgatorio) est le plus récent. Il montre une toile de 1964 du peintre d'origine sévillane José Antonio Rodríguez, représentant les âmes du purgatoire avec la Vierge du Carmel, patronne des marins, tenant l'Enfant Jésus.